# Устав Хродеганга
Устав Хродеганга (лат. Regula Canonicorum) — свод правил поведения, разработанный епископом Меца Хродегангом для каноников своей епархии. Устав был создан около 755 года и вскоре утверждён на соборе в Вере. Наряду с уставом святого Августина считается одним из первых документов, регулирующих жизнь регулярных каноников.

## История создания и распространение
Будучи епископом Меца с 742 года и архиепископом Германии с 754 года, Хродеганг составил свой устав с целью утверждения близких к монашеским моральных принципов среди своих каноников. Необходимость в нём не возникла, писал он в предисловии, если бы священники следовали установлениям Отцов церкви и действующим церковным законам. Составленный Хродегангом устав является практическим руководством по организации совместной жизни каноников, предназначенным для всех членов общины начиная с епископа. Основываясь в целом на монашеском уставе святого Бенедикта, он подчёркивает важность совершения ежедневных совместных богослужений и ежедневных собраний капитула для обсуждения различных дисциплинарных вопросов. Устав определял обязанности членов общины, устанавливал правила управления её финансами, движимым и недвижимым имуществом, распределением еды и одежды. Среди источников Хродеганга исследователи называют также труды франкских богословов начала VI века: трактат «De vita contemplativa» Юлиана Померия и проповеди Цезария Арелатского.
Написанный собственноручно Хродегангом текст Устава не сохранился. Наиболее древняя рукопись (B) была создана в Меце в конце VIII века. Несколько более поздняя рукопись (L), также из Меца, стала основой для издания Вильгельма Шмитца (1889). Помимо них, выделяют два типа текста Устава: «обобщённая» и «Ахенский устав» («Institutio canonicorum»). Первая из них отличается от оригинальной тем, что из неё устранены ссылки на церковную географию Меца, а также включены дополнения от преемника Хродеганга, Ангильрамна Мецкого. Второй вариант был принят для всей империи на Ахенском соборе 816 года и служил в качестве основного руководства для каноников до XI века. Поскольку в Ахенском уставе имя Хродеганга не упоминается, выдвигались теории о том, что устава Хродеганга никогда не существовало. Также во второй четверти IX века анонимным автором из западной части Франкии была создана получившая распространение в Италии, Испании и в Англо-саксонских королевствах компиляция из Устава Хродеганга и «Institutio canonicorum». В Меце устав Хродеганга не прекращал действовать, но с XII века соблюдался не строго.

## Содержание
Устав включает следующие разделы:
- Пролог
- Организация общины (главы 1—11)
- Грехи и их исправление (главы 12—19)
- Повседневная жизнь (главы 20—30)
- Эпилог (главы 31—34).

В начале документа подчёркивается важность для клириков смирения и следования правилам в общине. В ней все равны перед Богом, и различие проявляется лишь в старшинстве — юный сын герцога должен называть «отцом» более старшего сына крестьянина. Как и Бенедикт, Хродеганг дозволяет принимать в общину мальчиков и юношей, но без проведения особой церемонии посвящения (гл. 1—2). По мнению Хродеганга, те, кто входит в «каноническое духовенство», должны спать в одном месте. Большинство должны размещаться в общей спальне, совместно старшие и младшие, чтобы первые поддерживали порядок среди вторых (гл. 3). По разрешению епископа некоторые могут иметь отдельные жилища (mansiones), но в пределах стен обители. Никто, кроме клириков, не может входить в обитель, хотя отдельных гостей можно допускать до трапезы. Женщины не допускаются никогда. Младшие клирики извне могут допускать для прислуживания старшим и участия в воскресных капитулах (гл. 8). Когда начинают звонить колокола к повечерию, каноники должны идти в обитель. После второго колокола ворота закрываются и остаются закрытыми до первого часа (гл. 4). Общий распорядок богослужений следовал уставу бенедиктинцев, некоторые главы которого повторяются практически дословно. Каноники, согласно уставу Хродеганга, должны присутствовать на ежедневных собрания капитула, если они живут в обители, и еженедельно, если вне её (гл. 8). Каждый понедельник, вторник, четверг и субботу следует читать по главе из Устава, а в прочие дни проповедь на подходящую к случаю тему. От латинского слова «глава» (лат. capitulum) происходит название таких собраний и собрания участвующих в них каноников. Данный момент у Хродеганга более формализован, чем у Бенедикта. Как и бенедиктинцы, каноники должны иметь определённые обязанности и ежедневно трудиться (гл. 9). Не реже, чем дважды в год священники должны исповедоваться епископу или специально уполномоченному епископом лицу; то же ожидалось и от состоятельных горожан (гл. 34). По сравнению с уставом Бенедикта значительно переработаны главы о проступках. Не исключая возможности совершения священниками тяжких преступлений, Хродеганг предписывает широкий спектр наказаний, от покаяния до отлучения от церкви и телесных наказаний. Переходя от индивидуальных наказаний для грешников к периодам всеобщего покаяния, Хродеганг устанавливает правила поведения во время постов. Они менее строгие, чем для монахов, и в отдельные дни даже разрешается употреблять в пищу мясо. Более позднее добавление устанавливает пасхальную октаву как особый праздник, в который все могут есть мясо (гл. 20). Также мецкий епископ даёт указания по размещению столов в трапезной м рекомендации по меню.
Существенно от устава бенедиктинцев отличаются правила Хродеганга в том, что касается принципов управления. Если Бенедикт рекомендует избирать аббатов, то Хродеганг всю ответственность за назначения возлагает на епископа. Важнейшими должностями в его системе являются архидиакон и примикирий, главы старшего и младшего духовенства, соответственно(гл. 25). Чуть более детально, чем у Бенедикта, описаны обязанности келаря (гл. 26). В главе 29 подробно описывается внешний вид священника, основой которого является капа (cappa) с капюшоном. Две главы эпилога посвящены вопросу о личных доходах и собственности каноников (гл. 31—32). Напомнив о том, что в древней церкви всё имущество было общим, Хродеган заявляет, что подобный подход в его время не практичен для священников, не принявших монашеские обеты. Епископ предлагает два, по его мнению, более уместных варианта: передать свою недвижимую собственность в управление церкви или конгрегации каноников и жить на доход с неё, либо, для тех, кто не готов зайти так далеко, полностью содержать себя сам. Второй вариант также можно считать благочестивым, поскольку он высвобождает ресурсы церкви для поддержки тех, кто в том истинно нуждается. Ситуацию, когда обладающий собственностью каноник получает средства от церкви, Хродеганг осуждает. В последней главе Хродеганг обращается к мирянам и призывает их дважды в месяц посещать храм за духовными наставлениями и не забывать об исповеди дважды в год.